# ارتور پاتیکا
آرتور پاتیکا (انگلیسی: Artur Partyka؛ زادهٔ ۲۵ ژوئیهٔ ۱۹۶۹) ورزشکار پرش ارتفاع اهل لهستان است.